# Marmara leptodesma
Marmara leptodesma là một loài bướm đêm thuộc họ Gracillariidae. Nó được tìm thấy ở Hoa Kỳ (New Mexico và Texas).